# Campeonato Mundial de Atletismo Júnior de 2010 - 3000 m com obstáculos masculino
A prova dos 3000 metros com obstáculos masculino do Campeonato Mundial de Atletismo Júnior de 2010 ocorreu entre os dias 23 e 25 de julho em Moncton, no Canadá. 

## Recordes
Antes desta competição, os recordes mundiais e do campeonato nesta prova eram os seguintes:
|     | Nome                | Nacionalidade | Tempo   | Local    | Data                 |
| --- | ------------------- | ------------- | ------- | -------- | -------------------- |
| WJR | Saif Saaeed Shaheen | Quênia        | 7:58.66 | Bruxelas | 24 de agosto de 2001 |
| CR  | Willy Rutto Komen   | Quênia        | 8:14.00 | Pequim   | 19 de agosto de 2006 |

## Medalhistas
| Ouro                 | Prata                     | Bronze               |
| Jonathan Ndiku (KEN) | Albert Kiptoo Yator (KEN) | Jacob Araptany (UGA) |

## Cronograma
Todos os horários são locais (UTC-4).
| Data        | Hora  | Evento        |
| ----------- | ----- | ------------- |
| 23 de julho | 10:45 | Eliminatórias |
| 25 de julho | 13:50 | Final         |

## Resultados

### Eliminatórias
As eliminatórias se iniciaram no dia 23 de julho ás 10:45. 
Bateria 1
| Posição | Atleta                 | Nacionalidade  | Tempo   | Notas |
| ------- | ---------------------- | -------------- | ------- | ----- |
| 1       | Albert Kiptoo Yator    | Quênia         | 8:40.92 | Q     |
| 2       | Kosei Yamaguchi        | Japão          | 8:49.74 | Q     |
| 3       | Abdelaziz Merzougui    | Espanha        | 8:53.96 | Q     |
| 4       | Romain Collenot-Spiret | França         | 8:54.50 | Q     |
| 5       | Martin Grau            | Alemanha       | 8:55.15 | q     |
| 6       | Afewerk Mesfin         | Etiópia        | 8:55.77 | q     |
| 7       | Erwin Leysen           | Bélgica        | 8:55.96 |       |
| 8       | Isaac Kemboi Chelimo   | Bahrein        | 9:00.38 |       |
| 9       | Mohamed Zeghba         | Argélia        | 9:00.92 |       |
| 10      | Mattias Wolter         | Canadá         | 9:04.44 |       |
| 11      | Giuseppe Gerratana     | Itália         | 9:06.62 |       |
| 12      | Taha Gourrida          | Tunísia        | 9:10.66 |       |
| 13      | Il'gizar Safiulin      | Rússia         | 9:15.35 |       |
| 14      | Kaur Kivistik          | Estónia        | 9:16.87 |       |
| 15      | Dakota Peachee         | Estados Unidos | 9:27.68 |       |

Bateria 2
| Posição | Atleta            | Nacionalidade  | Tempo   | Notas |
| ------- | ----------------- | -------------- | ------- | ----- |
| 1       | Jacob Araptany    | Uganda         | 8:28.14 | Q     |
| 2       | Jonathan Ndiku    | Quênia         | 8:28.23 | Q     |
| 3       | Desta Alemu       | Etiópia        | 8:38.04 | Q     |
| 4       | Tanguy Pepiot     | França         | 8:49.38 | Q     |
| 5       | François Marzetta | Itália         | 8:51.43 | q     |
| 6       | Jared Berman      | Estados Unidos | 8:55.33 | q     |
| 7       | Emin Tan          | Turquia        | 8:56.86 |       |
| 8       | Matthew Graham    | Reino Unido    | 9:09.36 |       |
| 9       | Daniel Arce       | Espanha        | 9:10.82 |       |
| 10      | Issam Bouchache   | Argélia        | 9:11.34 |       |
| 11      | Ryan Cassidy      | Canadá         | 9:11.70 |       |
| 12      | Jonas Legernes    | Suécia         | 9:13.23 |       |
| 13      | Stephan Abisch    | Alemanha       | 9:18.75 |       |
| 14      | Emmet Jennings    | Irlanda        | 9:20.70 |       |
| 15      | Yuriy Kishchenko  | Ucrânia        | 9:32.95 |       |

### Final
A prova final foi realizada no dia 25 de julho ás 13:50. 
| Posição           | Atleta                 | Nacionalidade  | Tempo   | Notas |
| ----------------- | ---------------------- | -------------- | ------- | ----- |
| Medalha de ouro   | Jonathan Ndiku         | Quênia         | 8:23.48 |       |
| Medalha de prata  | Albert Kiptoo Yator    | Quênia         | 8:33.55 |       |
| Medalha de bronze | Jacob Araptany         | Uganda         | 8:37.02 |       |
| 4                 | Abdelaziz Merzougui    | Espanha        | 8:40.08 |       |
| 5                 | Desta Alemu            | Etiópia        | 8:44.07 |       |
| 6                 | François Marzetta      | Itália         | 8:52.10 |       |
| 7                 | Tanguy Pepiot          | França         | 8:52.46 |       |
| 8                 | Afewerk Mesfin         | Etiópia        | 8:54.84 |       |
| 9                 | Romain Collenot-Spiret | França         | 8:56.40 |       |
| 10                | Jared Berman           | Estados Unidos | 8:57.53 |       |
| 11                | Martin Grau            | Alemanha       | 9:00.56 |       |
| 12                | Kosei Yamaguchi        | Japão          | 9:00.87 |       |

Legenda
| Recorde mundial       | Recorde mundial (World record)               |                       | Recorde africano                      | Recorde africano (African) |                                           | Q | Classificado por posição (Qualified) |
| Recorde do campeonato | Recorde do campeonato (Championship record)  | Recorde da América    | Recorde da América (Americas)         | q                          | Classificado por melhor tempo (Qualified) |   |                                      |
| Melhor marca do ano   | Melhor marca do ano (World leading)          | Recorde asiático      | Recorde asiático (Asian)              | DNS                        | Não largou (Did not start)                |   |                                      |
| Recorde nacional      | Recorde nacional (National record)           | Recorde europeu       | Recorde europeu (European)            | DNF                        | Não terminou (Did not finish)             |   |                                      |
| Recorde pessoal       | Recorde pessoal do atleta (Personal best)    | Recorde da Oceania    | Recorde da Oceania (Oceania)          | DSQ / DQ                   | Desclassificado (Disqualified)            |   |                                      |
| Recorde da temporada  | Recorde da temporada do atleta (Season best) | Recorde sul-americano | Recorde sul-americano (South America) | NM                         | Sem marca (No mark)                       |   |                                      |